# Drew Timme
 (juin 2023).
Si vous disposez d'ouvrages ou d'articles de référence ou si vous connaissez des sites web de qualité traitant du thème abordé ici, merci de compléter l'article en donnant les références utiles à sa vérifiabilité et en les liant à la section « Notes et références ».
En pratique : Quelles sources sont attendues ? Comment ajouter mes sources ?
Andrew Matthew Timme, né le 9 septembre 2000 à Richardson dans le Texas, est un joueur de basket-ball américain mesurant 2,05 m et  évoluant au poste de pivot. 
Timme joue au basket-ball universitaire pour les Bulldogs de Gonzaga de la West Coast Conference (WCC) et est sélectionné trois fois consensus All-America, notamment en tant que membre de la première équipe lors de sa dernière année en 2023.
Il est élu deux fois joueur de l'année de la West Coast Conference (WCC) et termine sa carrière en tant que meilleur marqueur de tous les temps de Gonzaga.

## Première vie et carrière au lycée
Timme grandt dans la banlieue nord de Dallas à Richardson, au Texas, et fréquente le lycée J.J Pearce. En tant que junior, il enregistre en moyenne 27,7 points, 17,9 rebonds et 4,3 passes décisives, ce qui lui vaut le titre de joueur le plus utile du district 8-6A et une sélection dans la deuxième équipe All-State par USA Today.
Timme est classé parmi les 50 meilleurs prospects de la classe 2019 selon les principaux services de recrutement.
En novembre de sa dernière année, il s'engage avec les Bulldogs de Gonzaga pour évoluer en basket-ball universitaire. Il fait ce choix avoir examiné les offres de Texas A&M, de l'université A&M du Texas, des  Spartans de Michigan State l'université d'État du Michigan, des Fighting Illini de l'Illinois, des sWildcats de l'Arizona et des Crimson Tide de l'Alabama.

## Carrière universitaire
Timme passe la majeure partie de sa véritable saison de première année en tant que réserve clé pour les Bulldogs, commençant occasionnellement. Il est nommé dans l'équipe All-Freshman du WCC. Timme enregistre son meilleur score de la saison avec 20 points lors d'une victoire écrasante de 90 à 60 contre Saint Mary's le 8 février 2020. De plus, lors du match désignant le vainqueur du tournoi WCC 2020, il marque 17 points, à égalité en tête de l'équipe, lors de la victoire des Bulldogs contre Saint Mary's.
En moyenne, Timme a enregistré 9,8 points et 5,4 rebonds par match, affichant un remarquable pourcentage de réussite de 61,8% depuis le terrain, le meilleur de l'équipe.
Au début de sa deuxième saison, Timme est sélectionné dans l'équipe de pré-saison All-WCC et figure également sur la liste de prétendants au Karl Malone Award. Le 27 novembre 2020, il a enregistré 28 points et capte 10 rebonds lors de la victoire 90-67 contre Auburn. Timme maintient une moyenne de 19,0 points, 7,0 rebonds et 2,3 passes décisives par match, contribuant à la progression de Gonzaga vers le match pour le titre. Il est honoré en tant que membre de la première équipe All-WCC, remporte le prix Karl Malone et est sélectionné de manière consensuelle dans la deuxième équipe All-America.
Le 13 novembre 2021, Timme a atteint un sommet en carrière avec 37 points, en plus de contribuer avec sept rebonds et trois passes décisives lors de la victoire de 86 à 74 contre les Longhorns du Texas, alors classé cinquième. Sur l'ensemble de la saison, il maintient une moyenne de 18,4 points, 6,8 rebonds et 2,8 passes décisives en 32 matchs. À la fin de la saison régulière, Timme est nommé joueur de l'année de la WCC et est sélectionné pour la deuxième année consécutive dans la deuxième équipe consensus All-American.
Après la saison, il déclare initialement son nom pour le repêchage de la NBA 2022, mais décide finalement de se retirer afin de revenir à Gonzaga pour sa saison senior.
Timme commence sa saison senior en tant que sélection pré-saison unanime dans l'équipe All-American. Il établit un nouveau record personnel en marquant 38 points lors de la victoire de 99 à 90 contre les Tigers du Pacifique le 21 janvier 2023. Le 3 février 2023, lors de la victoire de 88 à 70 contre les Broncos de Santa Clara, Timme atteint le seuil des 2 000 points en carrière, réalisant une performance de 15 points. Il est nommé joueur co-WCC de l'année, partageant ce titre avec Brandin Podziemski de Santa Clara. Timme devient le premier joueur à remporter le titre de joueur de l'année du WCC pour la deuxième fois consécutive depuis Blake Stepp en 2003 et 2004. Il est également sélectionné dans la première équipe All-American par consensus.
Le 7 mars, Timme dépasse le record de carrière de Frank Burgess en marquant 2 196 points, un record établi en 1961, lors de la victoire 77-51 des Bulldogs sur Saint Mary's lors du match de championnat du tournoi de la West Coast Conference. Il a également été nommé joueur par excellence du tournoi.
Timme connait une saison senior exceptionnelle, atteignant des sommets en carrière avec des moyennes de 21,2 points, 7,5 rebonds et 3,2 passes décisives par match. À la fin de la saison régulière 2022-2023, il annonce à plusieurs reprises aux médias son intention de quitter Gonzaga et de se tourner vers une carrière professionnelle après le tournoi final de la NCAA, choisissant de ne pas profiter de la dispense d'éligibilité NCAA accordée à tous les joueurs de basket-ball actifs lors de la saison 2020-2021 perturbée par la Covid-19.
Il conclut sa carrière universitaire avec un total de 2 307 points marqués et 896 rebonds, ce qui le place respectivement au quatrième rang de l'histoire de l'école. Il a également enregistré 115 contres, ce qui le classe huitième dans l'histoire de Gonzaga. En outre, Timme a inscrit 301 points en 13 matchs du tournoi NCAA, ce qui représente le sixième plus grand nombre de points marqués dans l'histoire du tournoi.

## Statistiques de carrière

### Université
| Saison    | Équipe              | Matchs | Titul. | Min./m | % Tir | % 3pts | % LF | Rbds/m. | Pass/m. | Int/m. | Ctr/m. | Pts/m. |
| --------- | ------------------- | ------ | ------ | ------ | ----- | ------ | ---- | ------- | ------- | ------ | ------ | ------ |
| 2019–2020 | Bulldogs de Gonzaga | 33     | 4      | 20.5   | .618  | .333   | .611 | 5.4     | 1.3     | .5     | .9     | 9.8    |
| 2020–2021 | Bulldogs de Gonzaga | 32     | 32     | 28.2   | .655  | .286   | .696 | 7.0     | 2.3     | .7     | .7     | 19.0   |
| 2021–2022 | Bulldogs de Gonzaga | 32     | 32     | 28.0   | .586  | .286   | .678 | 6.8     | 2.8     | .3     | .8     | 18.4   |
| 2022–2023 | Bulldogs de Gonzaga | 37     | 37     | 31.5   | .616  | .167   | .632 | 7.5     | 3.2     | .6     | 1.0    | 21.2   |
| Carrière  | Carrière            | 134    | 105    | 27.2   | .618  | .250   | .656 | 6.7     | 2.4     | .5     | .9     | 17.2   |

## Vie privée
Le père de Timme, Matt Timme, a lui-même évolué en basket-ball universitaire avec les Mustangs de SMU, l'université méthodiste du Sud, avant de poursuivre une brève carrière professionnelle en Europe. Sa mère, Megan, qu'il a épousée peu de temps après son retour d'Europe, a pratiqué le tennis à l'université d'État Stephen F. Austin.